# Xaitànovo
Xaitànovo (en rus: Шайтаново) és un poble d'Udmúrtia, a Rússia, el 2008 tenia 227 habitants. Pertany al raion d'Alnaixi.